# カラチン左翼モンゴル族自治県
カラチン左翼モンゴル族自治県（カラチン-さよく-モンゴルぞく-じちけん、モンゴル語:ᠬᠠᠷᠠᠴᠢᠨ
ᠵᠡᠭᠦᠨ
ᠭᠠᠷᠤᠨ
ᠮᠣᠩᠭᠣᠯ
ᠥᠪᠡᠷᠲᠡᠭᠡᠨ
ᠵᠠᠰᠠᠬᠤ
ᠰᠢᠶᠠᠨ　転写:Qaračin Jegün Ɣarun Moŋɣol öbertegen jasaqu siyan、喀喇沁左翼蒙古族自治県）は中華人民共和国遼寧省朝陽市に位置する自治県。略称は喀左県。モンゴル族は8.3万人で全人口の19.5%を占める。

## 歴史
1635年（天聡9年）、後金によりカラチン左翼旗が設置される。1738年（乾隆3年）、旗内に塔子溝庁を設置、1778年（乾隆43年）には塔子溝庁は建昌県と改称され、同一地域内に旗と県が並存する蒙漢分治が開始される。
1914年（民国3年）、中華民国により建昌県は凌源県と改称、1931年（民国20年）には新に凌南県が設置されている。1937年（康徳4年）、満洲国は凌源・凌南の2県を合併し建昌県を設置、1940年（康徳7年）、県制が廃止され喀喇沁左旗と改称、喀喇沁左旗の管轄とされた。
1946年（民国35年）、中国共産党による喀喇沁左旗人民政府が成立、ここに蒙漢分治政策が終了した。1958年4月1日に喀喇沁左翼蒙古族自治県に改編された。

## 行政区画
3街道弁事処、14鎮、5郷を管轄する。
- 街道弁事所：大城子街道、利州街道、南哨街道
- 鎮：南公営子鎮、山嘴子鎮、公営子鎮、白塔子鎮、中三家鎮、老爺廟鎮、六官営子鎮、平房子鎮、十二徳堡鎮、羊角溝鎮、興隆荘鎮、甘招鎮、東哨鎮、水泉鎮
- 郷：尤杖子郷、草場郷、坤都営子郷、大営子郷、臥虎溝郷

## 交通

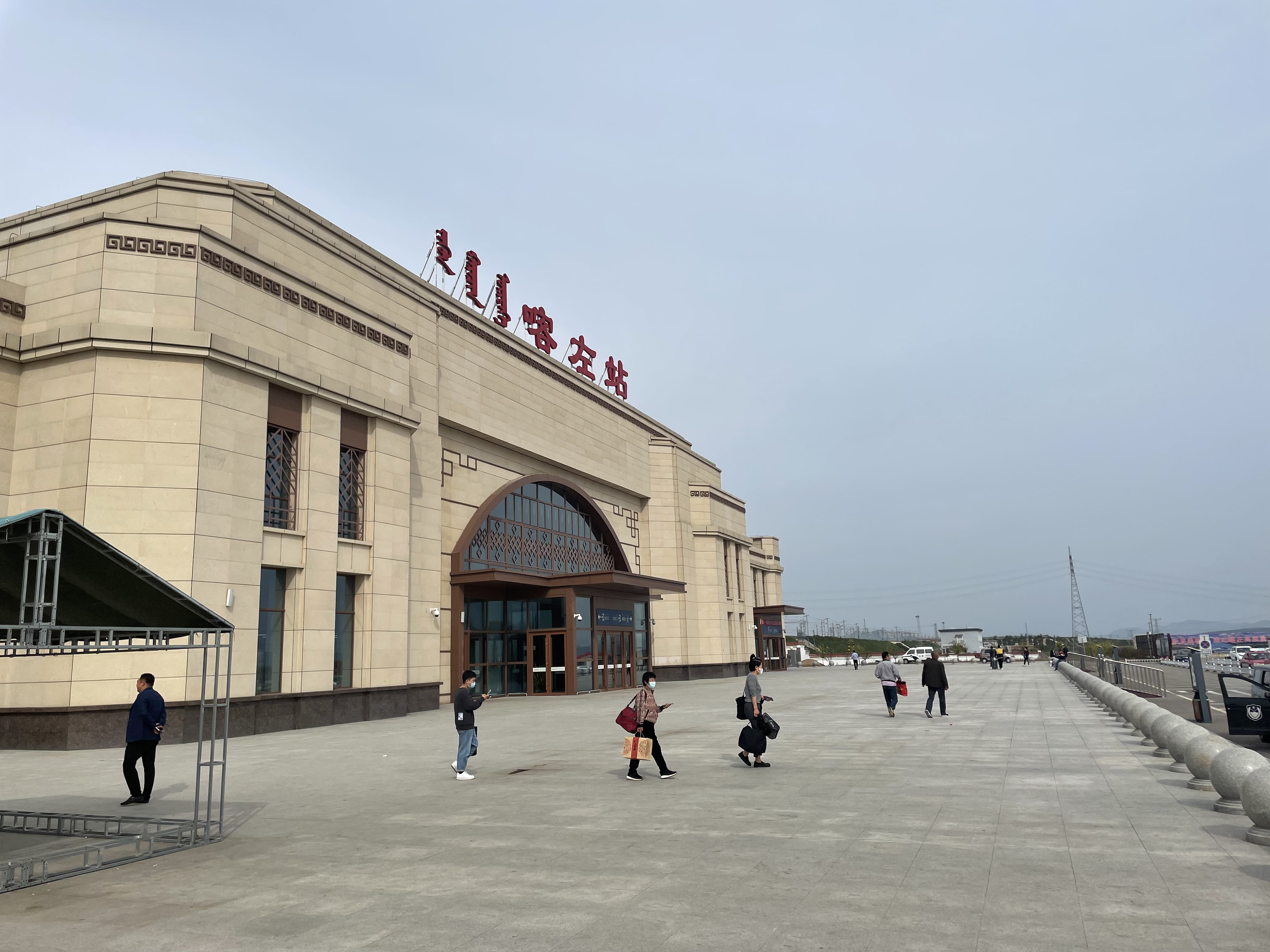
喀左駅

### 鉄道
- 中国国家鉄路集団
  - 喀左駅：京瀋旅客専用線、喀赤高速鉄道（中国語版）の接続駅
  - 公営子駅：錦承線

### 道路
- 高速道路
  -  長深高速道路
- 国道
  -  G101国道
  -  G306国道（中国語版）